# Namik Kemal
Namık Kemal (n. 21 decembrie 1840, Tekirdağ, Imperiul Otoman – d. 2 decembrie 1888, Insula Chios, Imperiul Otoman) a fost un scriitor turc, unul dintre cei mai importanți scriitori ai perioadei numite Tanzimat. Contribuțiile sale au reprezentat un punct de referință în istoria culturii turce, fiind considerat idealul generației sale datorită luptei pe care a dus-o împotriva despotismului și a nedreptății.

## Date biografice
Namik Kemal s-a născut pe 21 decembrie 1840 în Tekirdağ pe numele său adevărat Mehmed Kemal. Scriitorul și-a pierdut mama de la o vârstă fragedă și a fost nevoit să locuiască cu bunicul său în diverse orașe din Anatolia. A învățat franceză și arabă. Timp de câțiva ani a deținut postul de arhivar în cadrul biroului de traduceri al guvernului.
Scriitorul Namik Kemal a avut, încă de mic, un resentiment față de mai marii conducători ai statului. Cel care a contribuit la nașterea acestui sentiment a fost chiar profesorul său Șakir Efendi, care cu ocazia unei serbări la care avea să participe și sultanul, l-a pus pe micuțul Namik Kemal să memoreze o poezie. Din cauza emoțiilor viitorul scriitor în primă instanță a refuzat să recite această poezie în prezența sultanului. În acel moment Șakir Efendi i-a spus că oamenii care aveau să-l asculte nu erau decât niște pietre de mormânt. Ani mai târziu Namik Kemal a povestit că pe durata recitării versurilor nu s-a lăsat învins de emoții și că din acel moment pentru el sultanii și mai marii viziri nu au însemnat mai mult decât niște pietre de mormânt.

## Noii otomani
Noii otomani (Yeni Osmanlîlar) a fost o organizație secretă înființată în anul 1865. Namik Kemal a fost unul din membrii de bază a acestei organizații, care la numai doi ani de la înființare a fost descoperită, forțându-i pe membrii acesteia să fugă în Franța.
Datorită suportului financiar acordat de Mustafa Fazil-Pașa, care fusese expulzat de pe teritoriul turc, noii otomani au publicat o serie de publicații prin intermediul cărora ideile lor revoluționare prindeau glas. Constituția reprezenta idealul pentru care aceștia luptau.
Pan-islamismul⁠(d) a fost un curent ce a luat naștere ca o replică la ideile intelectualității conservatoare privind reforma din anul 1856, ce acorda prerogative creștinilor de pe teritoriul Imperiului Otoman, își făcea tot mai mult simțită prezența în scrierile tinerilor din această organizație.
Conștiința națională reprezenta un alt pilon în lupta pe care Noii otomani o purtau. Conștiința națională s-a născut din clara distincție între conceptul de islam și cel de turc. Civilizația și cutumele statului turc diferă în anumite perioade de cele ale popoarelor spațiului islamic.

## Publicistică
Namik Kemal a pus bazele ziarului Pilda (Ibret), care a fost publicat între anii 1871 și 1873. În publicațiile în care au apărut articolele sale, Namik Kemal susține intens ideea de libertate, cu care se naște fiecare individ, această libertate fiindu-i vitală precum hrana. Mai mult, într-un faimos articol din ziarul Ibret, scriitorul a subliniat faptul că intelectualii de la acea vreme erau persecutați, însă el continua să afirme și mai tare că dreptul și țelul omului nu se rezumă doar la a trăi, ci și la a trăi liber. Născut într-o familie musulmană, scriitorul a privit libertatea ca pe un dar primit de la Dumnezeu și prin articolele sale a încurajat crearea unui stat care să respecte și să asigure acest dar. Namik Kemal a recurs la islam în dorința sa de a determina statul otoman să respecte drepturile omului și a împrumutat de la instituțiile islamice conceptul de meșveret (consultarea comunității) în ideea exprimării aspirațiilor a societății civile, afirmând că intenția clădirii unei monarhii constituționale își găsește rădăcinile în datina musulmană,simțindu-se nevoia unei revitalizări pentru a se încadra pretențiilor unui stat modern. 
În articolul „Câteva reflexii în legătură cu literatura otomană”, pe care îl publică în  Tasvir-i Efkâr, Namik Kemal a situat literatura ca primă garanție în menținerea unei națiuni.
Namik Kemal, nemulțumit de literatura de la Curte, a catalogat-o ca fiind nerealistă, propunând crearea unei limbi accesibile tuturor, susținând, totodată, și modernizarea ei.

## Operă
- Patria (Vatan veyahut Silistre)
- Bietul copil (Zavallı Çocuk)
- Akifbey
- Gulnihal
- Gelaleddin Harzemșah
- Karabela
- Mustrarea de conștiință Intibah
- Gezmi

## Contribuții literare
Întors în țară a scris prima sa opera dramatică numită Patria (Vatan veyahut Silistre). Punerea sa în scenă pe data de 1 aprilie 1873 a determinat interzicerea ei, dar și exilarea scriitorului în Famagusta. În anii ce au urmat a scris o serie de piese: în 1873 scrie Bietul copil (Zavallı Çocuk), în 1874 apare Akifbey, în 1875 Gulnihal și Gelaleddin Harzemșah, iar Karabela apare în anul 1910.
Operele sale prin modul în care sunt construite, prin evoluția intrigii și prin conturarea caracterelor transmit puternica influență pe care drama romantică o are asupra lor. 
Surghiunit la Famagusta a scris primul roman Mustrarea de conștiință (Intibah) care are în centrul său o aventură amoroasă. Personajul principal este un tânăr fără experiențe de viață, expunând dezaprobarea autorului față de educația mult prea rigidă și severitatea părinților de la acea vreme în raport cu copiii lor aflați la o vârstă fragedă.
Primul roman istoric a apărut în 1881, purtând numele de Gezmi. Acțiunea are ca punct de plecare orașul Constantinopol și se termină la curtea Șahului Iranului, relatând războaiele care au avut loc între imperiul turc și poporul iranian.
Acest roman, care îl are drept protagonist pe Gezmi, un spahiu din zona orașului Istanbul, este influențat de romantism și se termină într-un mod tragic ca urmare a ideologiei pan-islamiste ce domina operele scriitorilor turci de la acea perioadă. 
Metrica aruz, care era reprezentativă pentru literatura arabo-persană și care era tradiționala pentru operele turcești se va schimba în metrica silabică (hece vezni). Namik Kemal a fost unul din cei care au adus schimbări în ceea ce privește tematica, în operele sale regăsindu-se subiecte precum civilizația, justiția, relațiile de obligație care există între stat și națiune.